# 見えない星
「見えない星」（みえないほし）は、中島美嘉の21枚目のシングル。2007年2月21日に発売された。

## 解説
- 表題曲は日本テレビ系水曜ドラマ『ハケンの品格』の主題歌に起用された。ドラマ主題歌は「WILL」以来、5年振りとなる。
- カップリングは、尾崎豊のプロデューサー・須藤晃からのオファーにより、尾崎豊の楽曲「I LOVE YOU」をカバー。須藤晃曰く、「中島さんからリアルな人間というものを感じていたので、そういう人に『I LOVE YOU』を歌って欲しかった」[1]。また、編曲は須藤晃の息子・Tomi Yoが手掛ける。2006年8月28日から放映されたダイハツの 「Tanto CUSTOM」のCMソングとして使用されて、同日から着うた配信が開始されている。。
- オリコン売上6.0万枚。「桜色舞うころ」以降のバラードシングルとして、「ORION」(6.3万枚)につぐ売上である。

## 収録曲
1. 見えない星
  - 作詞、作曲：長瀬弘樹／編曲：羽毛田丈史
  - 日本テレビ系水曜ドラマ『ハケンの品格』主題歌
2. I LOVE YOU
  - 作詞、作曲：尾崎豊／編曲：Tomi Yo
  - ダイハツ 「Tanto CUSTOM」 CMソング
3. 見えない星（Instrumental）
4. I LOVE YOU（Instrumental）

## 収録アルバム
- YES (#1,2、#2はAlbum Ver.)
- ずっと好きだった〜ALL MY COVERS〜 (#2, Album Ver.)
- TEARS (#1)

## カバー
- 美吉田月（2008年、カバーアルバム『pure flavor #2～key of love～』に収録）